# Gurbanovți, Kiustendil
Gurbanovți (în bulgară Гурбановци) este un sat în comuna Kiustendil, regiunea Kiustendil,  Bulgaria. 

## Demografie
Componența etnică a satului Gurbanovți
     Nicio identificare (100%)
     Altele (0%)
La recensământul din 2011, populația satului Gurbanovți era de 2 locuitori. . Pentru 100,0% din locuitori nu este cunoscută apartenența etnică.